# Aspitates occidentalis
Aspitates occidentalis là một loài bướm đêm trong họ Geometridae.